# Halonävus

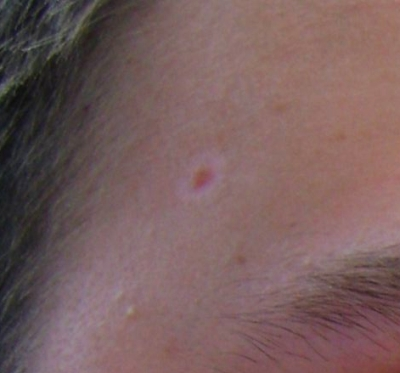
Ein Halonävus im Gesicht

Ein Halonävus ist ein Nävuszellnävus, der von einem weißen, pigmentlosen Ring (Halo) umgeben ist. (Synonym: Nävus Sutton) Es handelt sich um eine bestimmte Unterart von gutartigen, begrenzten Fehlbildungen der Haut (Nävi), umgangssprachlich „Muttermale“.

## Epidemiologie
Diese Art von Pigmentnävus tritt vor allem in der Kindheit bis ins junge Erwachsenenalter auf und kann manchmal ein Vorzeichen einer Vitiligo („Weißfleckenkrankheit“) sein (ca. 20 % der Vitiligo-Patienten haben Halo-Nävi).

## Klinik
Zunächst bildet sich um einen bereits bestehenden Nävuszellnävus ein rötlicher Hof, der mit der Zeit abblasst und weiß wird. Später kann sich dann auch der zentrale Nävus zurückbilden und sein Pigment verlieren. Jahre oder Monate danach kann die gesamte Hautveränderung wieder die normale Hautfarbe annehmen.
Man nimmt an, dass autoimmunologische Prozesse an der Zerstörung von Melanin und Melanozyten beteiligt sind.

## Prognose
In der Regel verschwinden Halo-Nävi nach einer gewissen Zeit von selbst und sind völlig unbedenklich.
Gelegentlich kann sich aber auch um ein malignes Melanom ein depigmentierter Ring bilden, wodurch es zu Verwechslungen zwischen einem Halonävus und dieser gefährlichen Art von Hautkrebs kommen kann.